# Alois Stenzl
Alois Stenzl (* 18. November 1882 in Altstadt bei Mährisch Trübau, Österreich-Ungarn; † 21. Dezember 1942 in Mährisch Trübau, Regierungsbezirk Troppau, Reichsgau Sudetenland) war ein tschechoslowakischer Politiker der deutschen Minderheit.

## Leben
Stenzls Vater Karl Stenzl war Meierhofpächter in Altstadt und von 1906 bis 1911 Abgeordneter des Mährischen Landtags. Nach dem Besuch der Realschule erlernte Alois Stenzl den Beruf des Müllers und übernahm 1908 die Schlossmühle in Mährisch-Trübau. Er engagierte sich in der Müllergenossenschaft für Mähren und Schlesien und kandidierte 1914 für den Mährischen Landtag. Im Ersten Weltkrieg war er als Soldat in Russland, Serbien und Italien eingesetzt.
1919 gründete Stenzl die Deutsche Gewerbepartei für Mähren mit, 1920 wurde er Reichsparteiobmann. Seit 1912 saß er in der Gemeindevertretung in Mährisch Trübau. 1923 rückte er als Ersatzmann für die Deutsche Gewerbepartei in das Abgeordnetenhaus der Tschechoslowakei ein. Von 1925 bis 1929 gehörte er dem Parlament als Abgeordneter des Wahlkreises III. Jungbunzlau an. Von 1929 bis 1935 war er Abgeordneter des Wahlkreises XII. Olmütz. 1935 war er Mitgründer der bürgerlichen Anti-Henleinfront des Sudetendeutschen Wahlblocks (SdWB), er wurde jedoch nicht mehr wiedergewählt.
Nach dem deutschen Einmarsch in das Sudetenland überführte Stenzl die Deutsche Gewerbepartei in die Sudetendeutsche Partei (SdP). 1939 beantragte er die Aufnahme in die NSDAP, die rückwirkend zum 1. Dezember 1938 erfolgte (Mitgliedsnummer 6.839.001). Stenzl starb an den Folgen einer Blinddarmoneration.